# Апостолска католичка црква
Апостолска католичка црква је независна католичка црква коју је основао Џон Флорентин Л. Теруел 1992. године на Филипинима. 
Циљ цркве је посредовање и уједињење западног обреда или Римокатоличке цркве, и источног обреда или Православне цркве и формирање јединствене католичке цркве. Апостолску католичку цркву су Национално веће цркава на Филипинима и Католичка бискупска конференција Филипина класификовали као независну и аутокефалну католичку институцију, јер није у заједници са папом, иако следи католичко учење и теологију, као што су маријанске побожности и рецитовање 15 деценија крунице. 
Црква има два главна светилишта: катедралу Пресвете Тројице у Хермоси, Батан и национално светилиште Госпе од Стене у Кезон Ситију.